# Poche de Lorient
Ne doit pas être confondu avec Siège de Lorient.
Seconde Guerre mondiale
Libération de la France
Batailles
2e campagne de France
- Corse
- Limousin
- Ain et Haut-Jura
- Les Glières
- Ascq
- Division Brehmer
- Mont Mouchet
- Opérations SAS en Bretagne
- Bataille de Normandie
- Guéret
- Brigade Jesser
- Cornil
- 1er Tulle
- 2e Tulle
- Argenton-sur-Creuse
- Oradour-sur-Glane
- 1er Ussel
- Saint-Marcel
- Saffré
- Mont Gargan
- Vercors
- Penguerec
- Lioran
- Égletons
- 2e Ussel
- Débarquement de Provence
- Port-Cros
- La Ciotat
- Toulon
- Martigues
- Marseille
- Nice
- Rennes
- Saint-Malo
- Brest
- Paris
- Mont-de-Marsan
- Montélimar
- Maillé
- Écueillé
- La Saulx
- Meximieux
- Nancy
- Colonne Elster
- Dunkerque
- Arracourt
- Saint-Nazaire
- Lorient
- Metz
- Royan et de la pointe de Grave
- Campagne de Lorraine
- Colmar

Front d'Europe de l'Ouest
Front d'Europe de l'Est
Campagnes d'Afrique, du Moyen-Orient et de Méditerranée
Bataille de l'Atlantique
Guerre du Pacifique
Guerre sino-japonaise
La poche de Lorient est l'une des « poches de l'Atlantique », nom données aux poches de résistance allemande sur le littoral nord-européen entre août 1944 et mai 1945, durant la Seconde Guerre mondiale. Elle s’étend des rives de la Laïta à l’ouest à Plouharnel à l’est et englobait les îles de Groix et de Belle-Île-en-Mer, ainsi que la presqu’île de Quiberon. Elle abrite en son centre la base sous-marine de Lorient autour de laquelle un réseau de fortifications, la « Festung (forteresse) Lorient » a été dressé par l'occupant. L'acte de reddition est signé le 7 mai 1945 et le 10 mai, le général Fahrmbacher commandant de la poche remet son arme au général Kramer, commandant de la 66e division d'infanterie américaine.
Dès janvier 1944, sur ordre d'Hitler, 14  festungen avaient été définies autour des grands ports du littoral atlantique, de la Manche et de la mer du Nord. Elles devaient mettre en échec le débarquement en empêchant les Alliés de s'emparer d'un grand port leur permettant de ravitailler leurs troupes.
La poche de Lorient se met en place début août 1944 à la suite de la percée d'Avranches et le début de la libération de la Bretagne par les troupes américaines. Sa reddition n'intervient que le 10 mai 1945, deux jours après la capitulation du IIIe Reich le 8 mai. Après une période initiale qui s'étend jusqu'au 12 août et lors de laquelle la ligne de front est fixée, les limites de la poche de Lorient restent relativement stables durant toute la durée de son existence.
Les pertes humaines importantes enregistrées par les Alliés lors de la bataille de Brest, la rapide progression du front vers l'Est et l'importance stratégique limitée de Lorient rendent un assaut non pertinent. Les Allemands de la poche n'ont plus de capacité offensive et les U-boot se sont réfugiés vers les bases sous-marines allemandes en Norvège. Les combats y sont limités, les Américains n'engageant pas beaucoup de ressources, et les troupes françaises restant sous-équipées jusqu'à la reddition de la poche.

## Contexte stratégique
Le débarquement en Normandie débute le 6 juin 1944 et se poursuit par la bataille de Normandie. Après avoir piétiné de longues semaines dans le bocage normand, la percée d'Avranches marque une percée du front normand et une progression rapide des Alliés dans le nord-ouest de la France occupée.

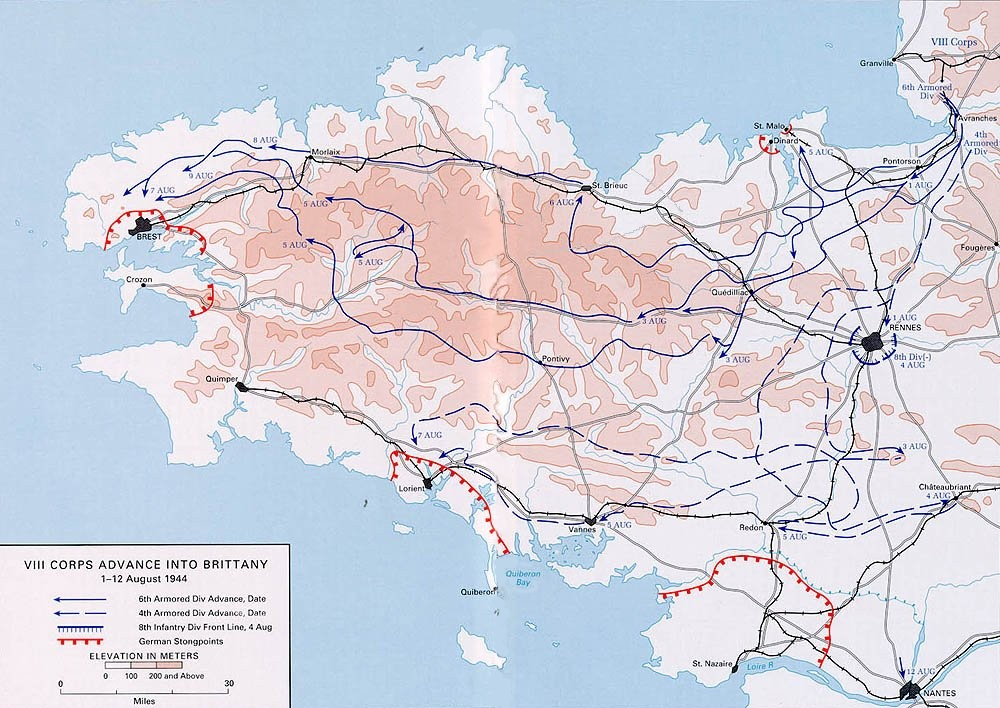
Le front en Bretagne entre le 1 et le 12 août 1944

Le 1er août 1944, les troupes américaines du général Patton entrent dans la péninsule bretonne  . Hitler donne alors l’ordre à ses troupes stationnées en Bretagne de se replier dans les ports d’intérêt stratégique de Brest, Lorient et Saint-Nazaire.
Lorient est alors une place forte de première importance. Elle abrite la première base de sous-marins allemands, les fameux U-Boote, et a servi de quartier général à l’amiral Karl Dönitz. Deux mille soldats allemands se replient en direction de Lorient. Le général Wilhelm Fahrmbacher, commandant de la place forte, donne l’ordre de miner les ponts conduisant à la ville. 26 000 soldats allemands se trouvent dans la forteresse de Lorient.
Les contours de la poche sont stabilisés le 12 août : elle s'étend de Guidel à Quiberon, et comprend Belle-Île et Groix. Au moment de sa formation elle regroupe 25 000 soldats allemands, et 20 000 civils s’y retrouvent piégés. Les troupes américaines, qui étaient aux portes de la ville dès le 10 août, auraient pu donner l’assaut comme à Brest. Mais l'invasion de l'Allemagne et la chute du Reich étaient alors prioritaire et la prise de la ville aurait sans doute été très coûteuse en vies humaines comme cela a été le cas à Brest puisqu'il y eut 10 000 victimes.
Les résistants français et une division d'infanterie américaine seront chargés de faire le blocus pendant neuf longs mois (les accrochages furent nombreux et les civils souffrirent de faim et de froid ; en février 1945, 90 % des civils furent évacués par des convois de la Croix-Rouge), jusqu’à l'acte de reddition signé le 7 mai 1945 au café breton à Étel. Le 10 mai, le général Fahrmbacher remet son arme au  général Kramer, commandant de la 66e division d'infanterie américaine dans un champ à Caudan.

## Présentation de la forteresse et de la défense allemande

### Présentation de la forteresse
En plus du secteur défensif protégeant la base sous-marine, la forteresse de Lorient englobait la presqu'île de Quiberon, les îles de Groix, Belle-Île, Houat et Hoëdic.

### Communes concernées
- Bangor (Belle-Île)
- Erdeven
- Étel
- Gâvres
- Groix
- Guidel
- Gestel
- Hennebont
- Hoëdic
- Houat
- Lanester
- Larmor-Plage
- Le Palais (Belle-Île)
- Locmaria (Belle-Île)
- Locmiquélic
- Merlevenez
- Plœmeur
- Plouharnel
- Plouhinec
- Port-Louis
- Riantec
- Quéven
- Quiberon
- Saint-Pierre-Quiberon
- Sainte-Hélène
- Sauzon (Belle-Île)

### La défense allemande

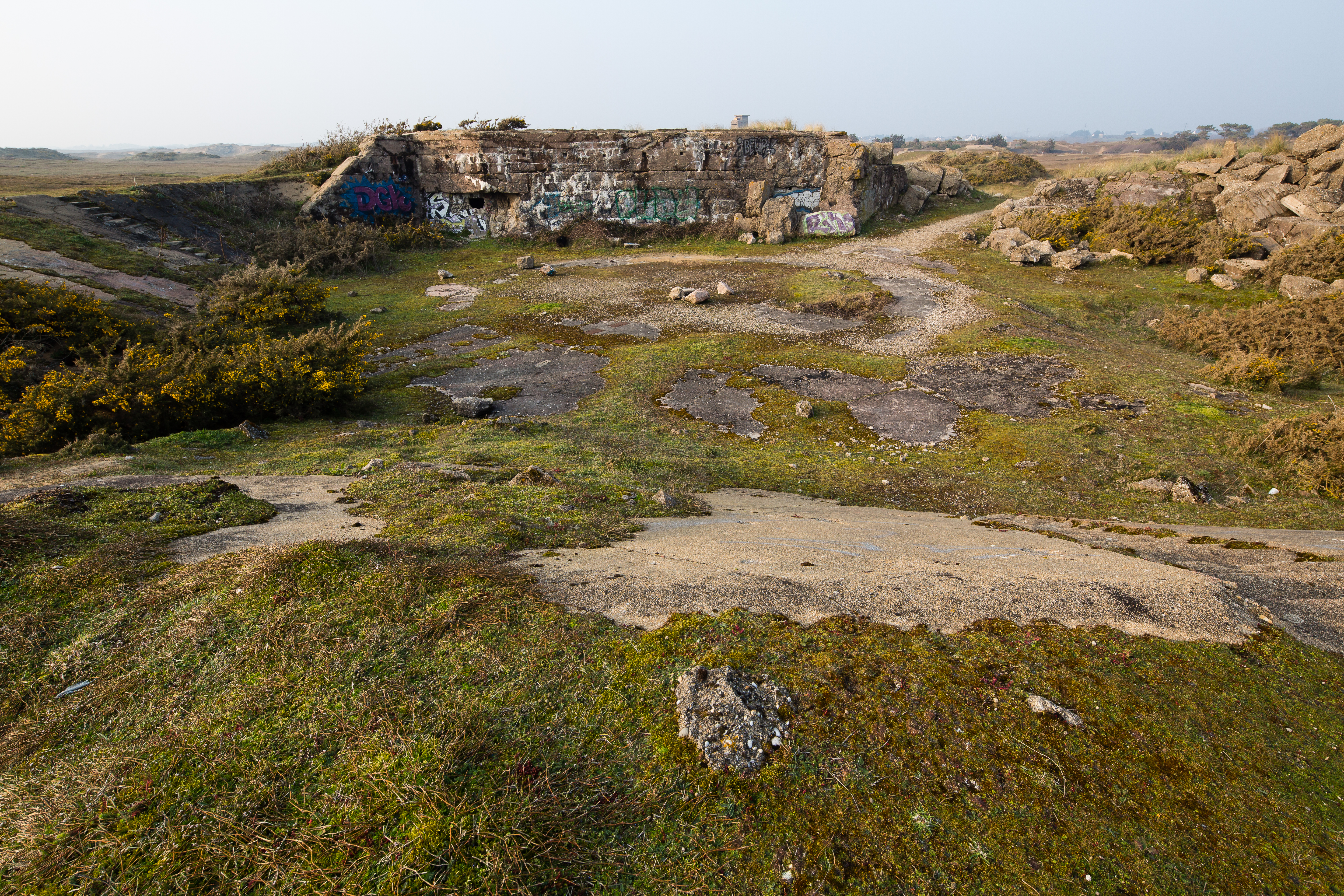
Encuvement d'une pièce d'artillerie du camp de Bégo.

Les deux piliers de la défense lointaine sont situés en avant du continent : le premier dans la presqu'île de Quiberon est constitué de trois pièces de marine, d'origine française, installées dans l'ancien camp de Bégo et d'une portée de 40 km, le second situé dans l'île de Groix et installé dans l'ancien fort de Grognon constitué de deux tourelles doubles d'un calibre de 203 mm d'une portée de 35 km. Ces pièces interdisent toute navigation entre l'archipel des Glénan et Belle-Île.
En plus de ces deux positions, on trouve tout le long du littoral de la forteresse de nombreuses batteries côtières en général équipées de canons de 155 mm. Le général Fahrmbacher estime qu'il y avait dans la poche environ 250 canons d'un calibre égal ou supérieur à 75 mm et 120 grosses pièces de défense antiaérienne (Flak en allemand).
La ligne de défense terrestre est longue de 25 km, comporte de nombreux points d'appui et nids de résistance. On trouve également des fossés antichar et des champs de mines, notamment sur deux lignes, l'une part du fort du Talud, rejoint l'aérodrome de Lann-Bihoué, puis Quéven, passe le Scorff et rejoint la route entre Caudan et Lanester, l'autre, plus réduite, part de la côte au sud de Plouhinec et rejoint la rivière d'Étel.
Parmi les défenseurs se trouve le Gruppe Geheime Feldpolizei 7, un groupe de la police secrète militaire nazie.

## Les forces alliées devant la poche et le début des opérations militaires
Plusieurs dizaines de milliers de résistants français sont déjà présents aux environs de Lorient lors de l'arrivée début août des premiers Américains, en l'occurrence la 4e division blindée américaine.

### Les forces américaines
La 4e division blindée du général Wood arrive près de Rennes le 1er août 1944. À partir du 2 août, la 4e DB est remplacée devant Rennes par la 8e DI. Le général Wood reçoit l'ordre de foncer au sud-ouest vers Quiberon, mais il désobéit aux ordres et prend son temps. Le 3 août, le Combat command A (CCA) du colonel Clarke atteint Bain-de-Bretagne, tandis que le CCB du colonel Dager bivouaque à Derval. Wood envisage de s'emparer de Châteaubriant, d'Angers et de Chartres. Le temps perdu est utile aux Allemands pour rejoindre Lorient et Saint-Nazaire. Enfin le 4 août, un télégramme incendiaire du général Gaffey rappelle à Wood la mission initiale de prendre Vannes, Quiberon et Lorient.
Le 5 août à 14 h, le CCA du colonel Clarke quitte Bain-de-Bretagne et entre dans Vannes à 21 h. Une contre-offensive allemande part d'Hennebont avec la mission de reprendre Vannes, elle échoue dans sa tentative. Le 7 août, le CCA prend Auray, puis les américains font la jonction avec la 1ère Compagnie du 7ème Bataillon FFI sous les ordres du capitaine Georges Hillion mais bute sous Hennebont, face aux lignes allemandes déployées le long du Blavet. Il se dirige alors vers Lochrist mais est à nouveau bloqué. Il se replie vers Caudan le 9 août. Il abandonne le front de Lorient pour Nantes.
Le CCB bloqué à Châteaubriant depuis le 4 août, libère Redon le 5 août et arrive sur Lorient vers 19 h 30 entre Caudan et Pont-Scorff. Le CCB fait irruption à Pont-scorff sans trouver de résistance. « De même, on annonça à 10 h que des blindés s'approchaient de Quéven. Un feu violent de notre artillerie les obligea à s'arrêter, puis à faire demi-tour, ainsi que quelques chars qui avaient essayé de passer par Gestel pour attaquer l'aérodrome ». Ainsi les tirs de la batterie allemande de Moustoir-Flamm causent 20 morts et plus de 80 blessés aux forces américaines. Les pièces lourdes de marine qui tirent depuis Lorient empêchent la progression des chars du colonel Dager. Au Perroquet vert, au nord de Lorient, les blindés subissent les tirs d'artillerie de la DCA allemande, perdent 3 chars et sont contraints de se replier à Kerruisseau.
Comme à Rennes, le général Wood ne souhaite pas engager les blindés dans la zone urbaine de Lorient et demande à être relevé par la 8e DI, mais celle-ci est engagée dans la bataille de Brest. C'est finalement la 6e DB du général Grow, venant de Brest, qui relève le 15 août la 4e DB,.
La situation s'enlise pendant un mois, et la 6e DB est elle-même remplacée le 15 septembre par la 94e division d'infanterie du général Malony. La 94e DI est présente sur les fronts des poches de Lorient et de Saint-Nazaire. Son quartier général est à Châteaubriant. Les unités à Lorient sont commandées par le brigadier général Rollins.
Le 1er janvier 1945, la 94e DI est remplacée par la 66e division d'infanterie du général Kramer venue directement des États-Unis. Elle restera devant la poche de Lorient jusqu'à la capitulation.

### Les forces françaises
Le Gouvernement provisoire crée le 14 octobre 1944 les Forces françaises de l'Ouest dont le commandement est confié au général de Larminat. Les forces françaises du Morbihan sont commandées par le général Borgnis-Desbordes, elles sont constituées de 12 000 hommes. Le général Borgnis-Desbordes prend son commandement le 7 septembre et installe son QG à Vannes le 25 octobre.
Le secteur de Lorient est divisé en quatre sous-secteurs, :
- Le sous-secteur du Finistère (ou sous-secteur Lorient-Ouest) : depuis l'embouchure de la Laïta jusqu'à la forêt de Carnoët, sous les ordres du commandant Le Loyer[20], avec le PC à Clohars-Carnoët ;
- Le sous-secteur de Lorient-Nord : de la Laïta à Hennebont (Forêt de Carnoët, Kervilin, Kerlouet, Penprat, Caudan, Hennebont, Le Nanic, Trémolo, Kerlois), sous les ordres du commandant Muller[21], basé au château de Meslien[22] et du capitaine Georges Hillion[23] près de Cléguer ;
- Le sous-secteur de Lorient-Centre : entre le Blavet et la rivière d'Étel (viaduc, Le Porze, Hennebont, Nostang) sous les ordres du commandant Le Coutaller[24], avec un PC à Branderion ;
- Le sous-secteur de Lorient-Est : de la rivière d'Étel à Carnac, sous les ordres du commandant Le Garrec[25] et base à Ploemel.

## Les opérations militaires
Sur la ligne de front, si les accrochages sont fréquents et les tirs d'artillerie quotidiens, les combats restent de faible intensité. Selon l'universitaire Christian Bougeard « Quelques combats de résistants ont lieu mais globalement les Américains ont attendu. Le siège de Brest avait été très dur. A Lorient, le jeu n'en valait pas la chandelle » . Les combats les plus importants ont lieu le long de la Laïta et surtout de part et d'autre de la rivière d'Étel. À la fin du mois d'octobre, un bataillon allemand lance une offensive en direction de Nostang, bouscule les forces françaises et s'empare du village de Sainte-Hélène. Ce fait d'armes sera monté en épingle par la radio allemande :
« Les forces d'occupation de la forteresse de Lorient [...] ont fait face à un assaut ennemi et, au moyen d'une vigoureuse contre-attaque repoussé la ligne de front jusqu'au delà de la ville de Sainte-Hélène, en direction du nord et de l'est. »
— Communiqué radio de l'armée allemande en date du 1er novembre 1944 (Wehrmachtbericht).

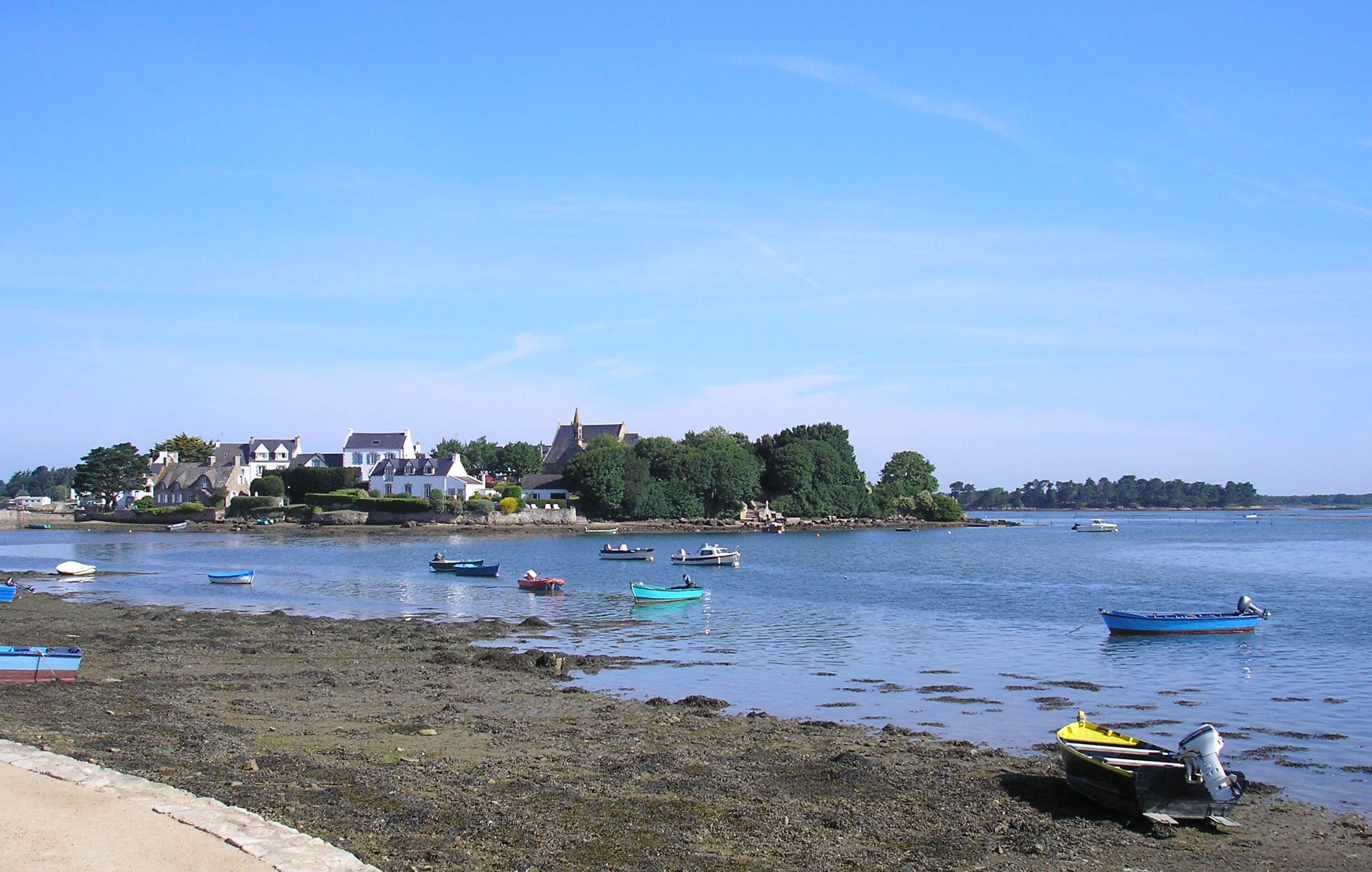
Le bourg de Belz et la rivière d'Étel

Quelques jours plus tard, le 4 novembre, l'aviation alliée détruit le pont Lorois, unique passage pour passer d'une rive à l'autre de la rivière d'Étel. Ainsi, les Allemands ne disposent plus de liaison terrestre avec la garnison de la presqu'île de Quiberon.
Le journal La France libre : organe de "Ceux de la Libération-Vengeance" décrit ainsi le front dans son édition du 4 novembre 1944 :

« Le front, approximativement, va du sud-ouest d'Auray au Pouldu, aux confins du Finistère. Il suit, à une distance qui varie entre quelques kilomètres et quelques centaines de mètres la grand'route Vannes-Quimperlé [ RN 165 (ancien tracé) ]: au sud de Landévant, de Brandérion, de Hennebont, de Pont-Scorff. Au sud de Quimperlé, il longe la Laïta jusqu'à la mer. Il n'y a pas de durs combats, mais des duels d'artillerie et des escarmouches. Ce sont les villages de Nostang, Kervignac, Merlevenez et Sainte-Hélène qui sont l'objet des plus violentes attaques. Chaque jour, des hommes tombent... (...) Du côté boche, on sait déjà que Lorient n'existe pratiquement plus. Côté libéré, Pont-Scorff, en partie évacué, présente de sérieux délabrements. À Brandérion, le clocher est troué. (...) Dans leur rage destructrice, les Boches se sont acharnés sur la petite ville de Hennebont, que les patriotes leur avaient enlevée. Il n'y reste, dans le haut quartier et la rue Nationale, que quelques maisons et l'église. La ville basse, les quatre ponts sur le Blavet, ne sont plus qu'un amas de décombres, que gardent une vingtaine de FFI barbus. »

En novembre, la flak allemande parvient à couler deux bateaux de guerre américains qui patrouillent en bordure de la côte en prévision d'un débarquement sur les côtes bretonnes d'un important détachement allemand en provenance des îles Anglo-Normandes. Le débarquement n'eut jamais lieu,. En novembre également, une petite force française tente en vain de débarquer sur Houat et Hoëdic, petites îles à l'est de Belle-Île.
Début décembre, dans le but d'isoler la garnison de Quiberon de la forteresse de Lorient, un groupe d'assaut de la 94e DI américaine chasse les Allemands des bourgs d'Erdeven, d'Étel et de Belz, situés sur la rive gauche de la ria d'Étel. Ainsi, la presqu'île de Quiberon mise à part, la ria d'Étel constitue la frontière est de la poche jusqu'à la fin de la guerre.
Le 10 mai 1945, le 7ème Bataillon FFI sous les ordres du colonel Paul Chenailler et des capitaines Georges Hillion, André Aunier, Henri Réglain, entrent les premiers dans Lorient.

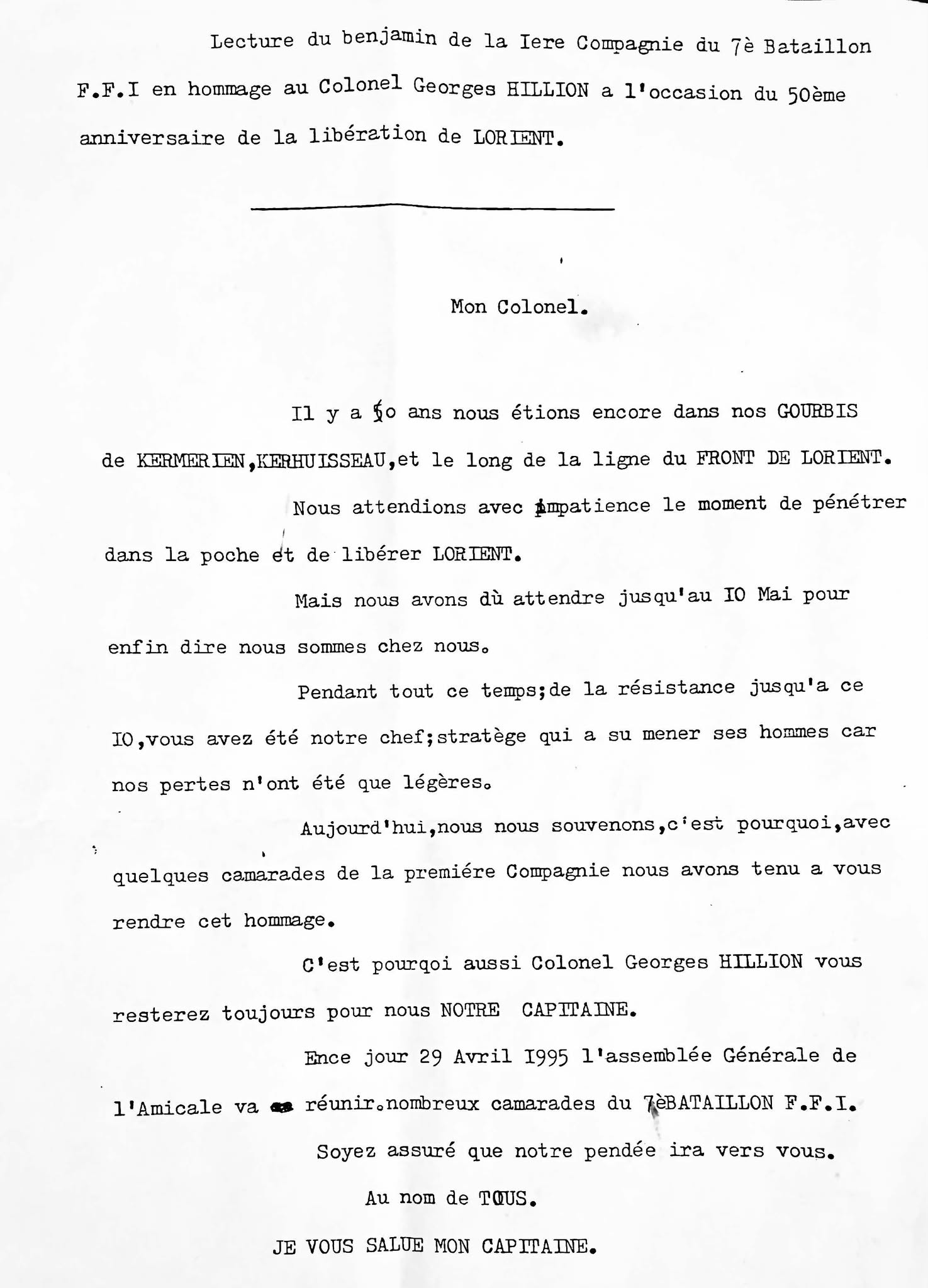
Capitaine Georges HILLION. Discours, 50-ème anniversaire de la libération de Lorient. 7ème Bataillon FFI.

## La vie dans la poche et sur le front

### Les civils

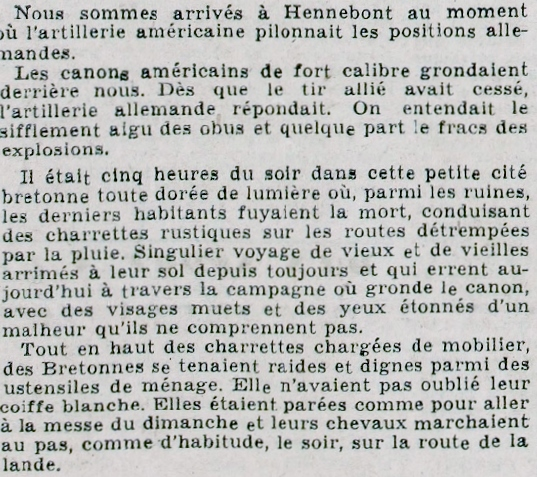
Réfugiés parvenant à Hennebont pour fuir les combats de la Poche de Lorient (journal Combat du 21 octobre 1944).

Malgré l'évacuation d'une grande partie de population lorientaise en 1943 à la suite des bombardements alliés massifs, il reste de nombreux habitants dans la poche, 9 200 habitants entre la Laïta et Carnac et 10 500 entre Quiberon, Belle-Île et Groix.
Dans ces zones dévastées par la guerre, le principal souci est le ravitaillement. La population connaît la faim, le froid, l'inconfort et la privation. La pénurie alimentaire atteint par endroits, comme à Groix, un seuil limite. Les Allemands procèdent à des réquisitions sévères à l'intérieur de la poche. Les civils partent peu à peu. Des trêves temporaires sont décrétées pour la durée des transferts. 90 % des habitants de la poche quittent les lieux avant février 1945.

### Les Allemands
Malgré le blocus, les Allemands ne sont jamais isolés. La communication avec la poche de Saint-Nazaire permet l'envoi de vivres, de matériels et de courrier.
Les Allemands installent une boucherie, une boulangerie, un moulin à céréales, une presse à huile, une brûlerie à café et une distillerie qui produit, selon Fahrmbacher, 5 000 litres de calvados. Une station électrique et des éoliennes sont mises en place. La base aéro-navale de Kerlin-Bastard, devenue obsolète, accueille 7 200 bœufs, 400 veaux et un potager.

### La vie sur le front
Sales, mal habillés, peu formés, oubliés de tous, les soldats subissent le froid (l'hiver 44-45 est particulièrement dur), le sommeil interrompu par les tirs de l'artillerie, la faim quand le ravitaillement se fait attendre, l'ennui dans les tranchées humides et puantes et le découragement.

## La reddition

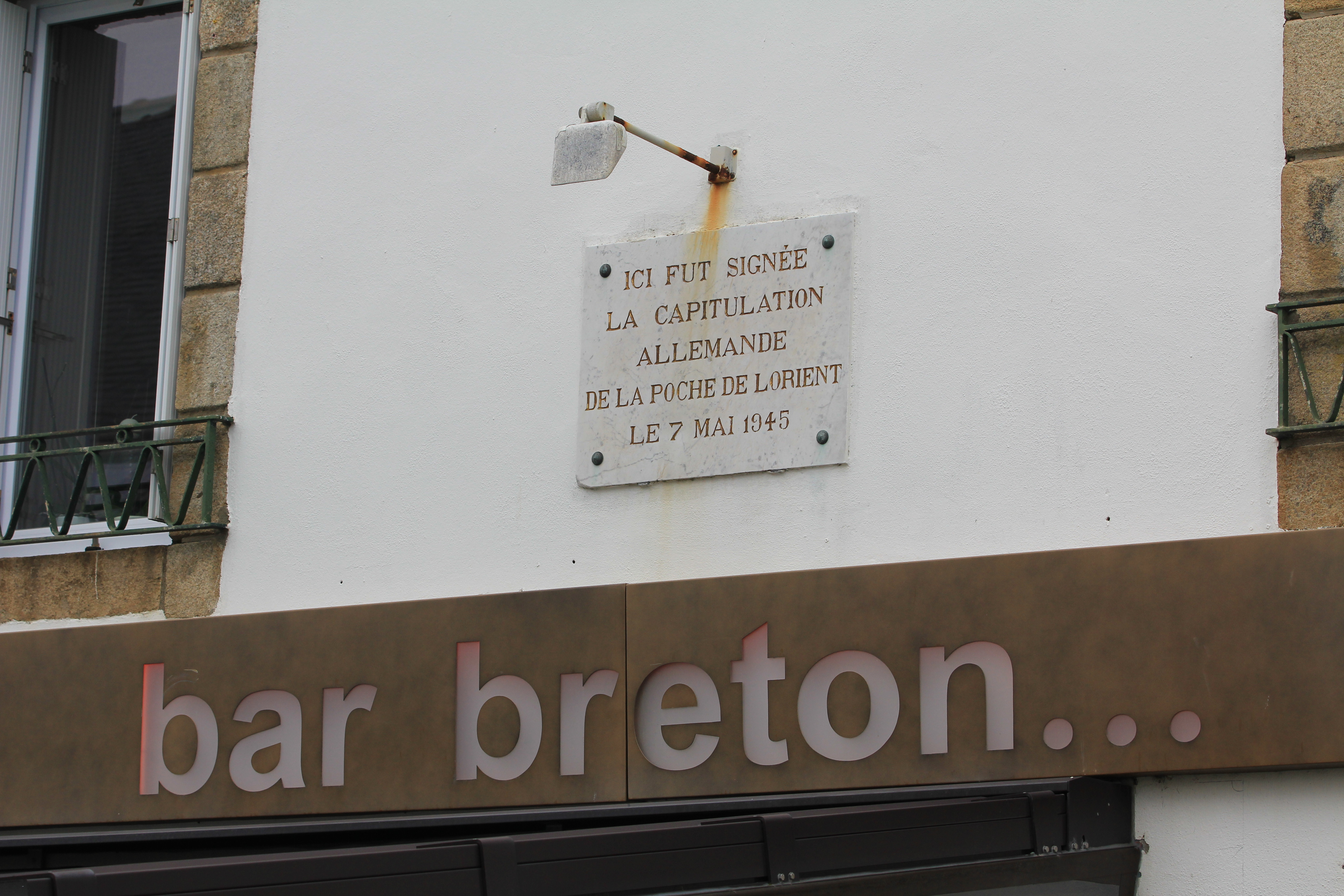
Plaque commémorant la reddition au « bar breton » à Étel.

Le 7 mai 1945, après avoir traversé sur un canot la ria d'Étel, la délégation allemande prend connaissance, dans le café du port du Magouer à Plouhinec, des termes de l'acte de reddition, dont les clauses sont identiques à l'acte utilisé pour la poche de Saint-Nazaire. Le lendemain, le 8 mai, l'acte de reddition est signé à Étel,.
La cérémonie officielle de la capitulation des troupes allemandes se tient quant à elle le 10 mai dans un champ de la commune de Caudan à cheval sur la ligne de front. La délégation allemande est conduite par le général Fahrmbacher accompagné de l'amiral Mirow. La délégation alliée est composée du général Kramer et du général Borgnis-Desbordes,.

## L'Après-guerre

### Découverte des charniers et poursuites

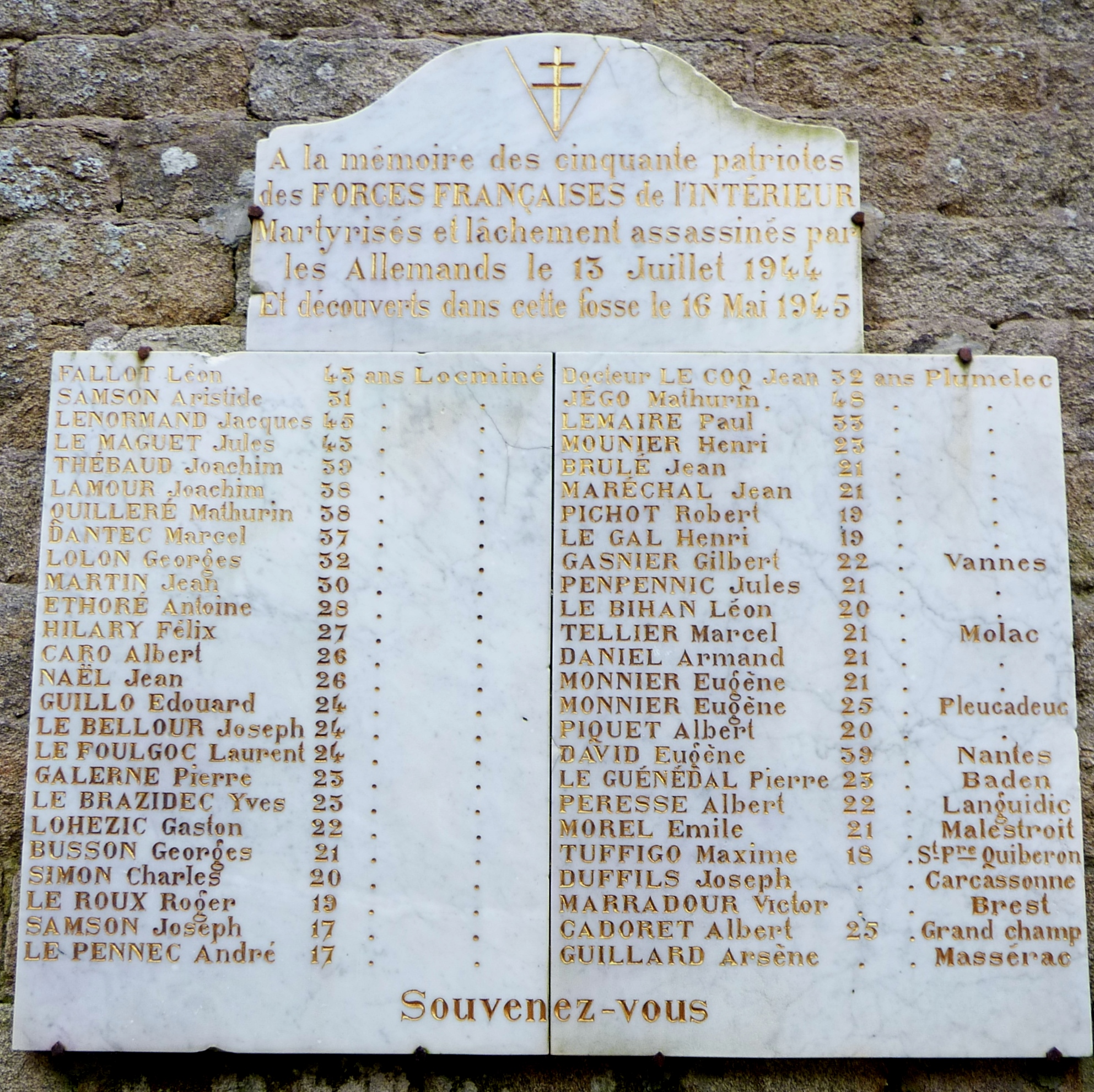
Plaque listant les noms des fusillés au fort de Penthièvre.

Deux charniers sont découverts après la libération, l'un au fort de Penthièvre à Saint-Pierre-Quiberon, et l'autre à la Citadelle de Port-Louis. Sur ordre du général Wilhelm Fahrmbacher, ces deux sites ont servi à partir d'avril 1944 à détenir et à exécuter les résistants du secteur.
Au fort de Penthièvre à Saint-Pierre-Quiberon, ce sont les corps de 52 prisonniers fusillés qui sont découverts dans un boyau souterrain d'une longueur de 30 mètres. Parmi eux, 25 proviennent de Locminé et étaient détenus à la prison de Vannes. Cette prison étant surpeuplée, la Gestapo a obtenu leur transfert, puis leur exécution le 13 juillet 1944. Le colonel Reese qui a conduit ces exécutions est jugé puis condamné à mort en 1947.
A la citadelle de Port-Louis, ce sont les corps de 69 résistants qui sont découverts le 19 mai 1945, exécutés l'année précédente entre mai et juillet 1944. La plupart sont très jeunes, seuls huit avaient plus de 26 ans, et ont été mis à mort sans que la cour martiale allemande ne soit intervenue. Les responsables allemands ne sont condamnés qu'à des peines légères le 9 février 1951, aucun pour « crime de guerre ». Le lieutenant Fuchs qui dirige le peloton d'exécution, bien que condamné à 2 ans d'emprisonnement, bénéficie de la loi d'amnistie du 16 août 1947 et n'effectue pas sa peine. Le lieutenant qui a procédé aux interrogatoires est, lui, acquitté, et un adjudant poursuivi pour coups et blessures est condamné à cinq ans par contumace. Le général Düvert - réfugié en Allemagne - échappe, lui, à la police française, bien que son rôle central dans les exécutions soit établi par la police dès 1947.

### La «Collaboration Sentimentale» et son épuration
Plusieurs centaines de personnes soupçonnées de collaboration sont emprisonnées dès la libération de la poche. Sur les 427 transférées au camp de Sarzeau après de premiers interrogatoires, 87% sont des femmes. Cette proportion est singulière, sur le reste du territoire français la plupart des poursuites concernent les hommes. Le Morbihan est l'un des départements dans lesquels la répression envers les femmes est la plus forte, en nombre de poursuites comme en sévérité des peines. La moitié de ces personnes sont finalement traduites devant la chambre civique du département, 97 % au titre de la « collaboration sentimentale ». Seules deux sont acquittées, les autres étant condamnées pour « avoir entretenu des relations sentimentales et sexuelles avec des militaires ou agents de l'Allemagne » à une peine de dégradation nationale, assortie le plus souvent par une interdiction de séjour dans le département.
Ces violences visant les femmes se manifestent dès la période de siège. Ainsi, des femmes sans lien avec l'Occupant sont tondues en octobre 1944 à Hennebont par des résistants des FTP venu des Côtes-du-Nord.L'universitaire Luc Capdevila parle à ce sujet de clichés des « femmes à boches » très largement présent dans la société de l'époque, mais dont la réalité du phénomène est en rupture avec cette représentation : « elle correspond à une femme seule, qui travaille, qui est donc indépendante, qui est sans enfant, donc maîtrise son corps, et se soustrait en partie au contrôle social masculin, car en travaillant et en vivant avec les Allemands elles se plaçaient malgré tout sous une autorité masculine. Ce modèle de femme était donc mal compris, voire ignoré, car, n'ayant pas sa place dans une société placée sous l'ordre du patriarcat, il ne pouvait être inséré dans l'imaginaire social de l'époque. Ces femmes étaient rejetées ; qui plus est, elles étaient perçues comme menaçant les fondements de la société : le mariage, la famille, la fécondité, la nation »